# Lindsaea lancea
Lindsaea lancea är en ormbunkeart som först beskrevs av Carolus Linnaeus, och fick sitt nu gällande namn av Richard Henry Beddome. Lindsaea lancea ingår i släktet Lindsaea och familjen Lindsaeaceae.

## Underarter
Arten delas in i följande underarter:
- L. l. elatior
- L. l. falcata
- L. l. leprieurii
- L. l. longifolia
- L. l. remota
- L. l. submontana

## Bildgalleri

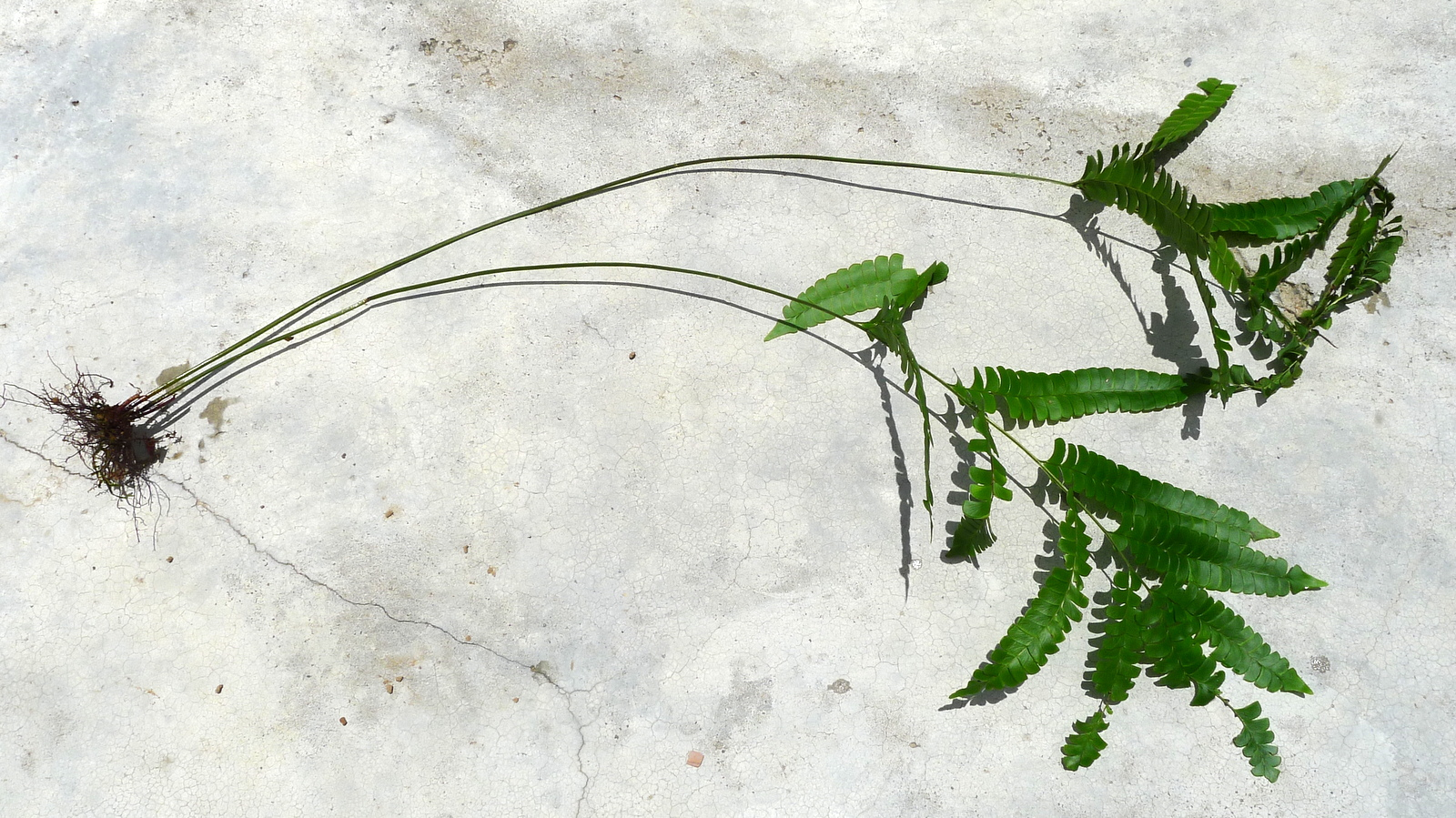
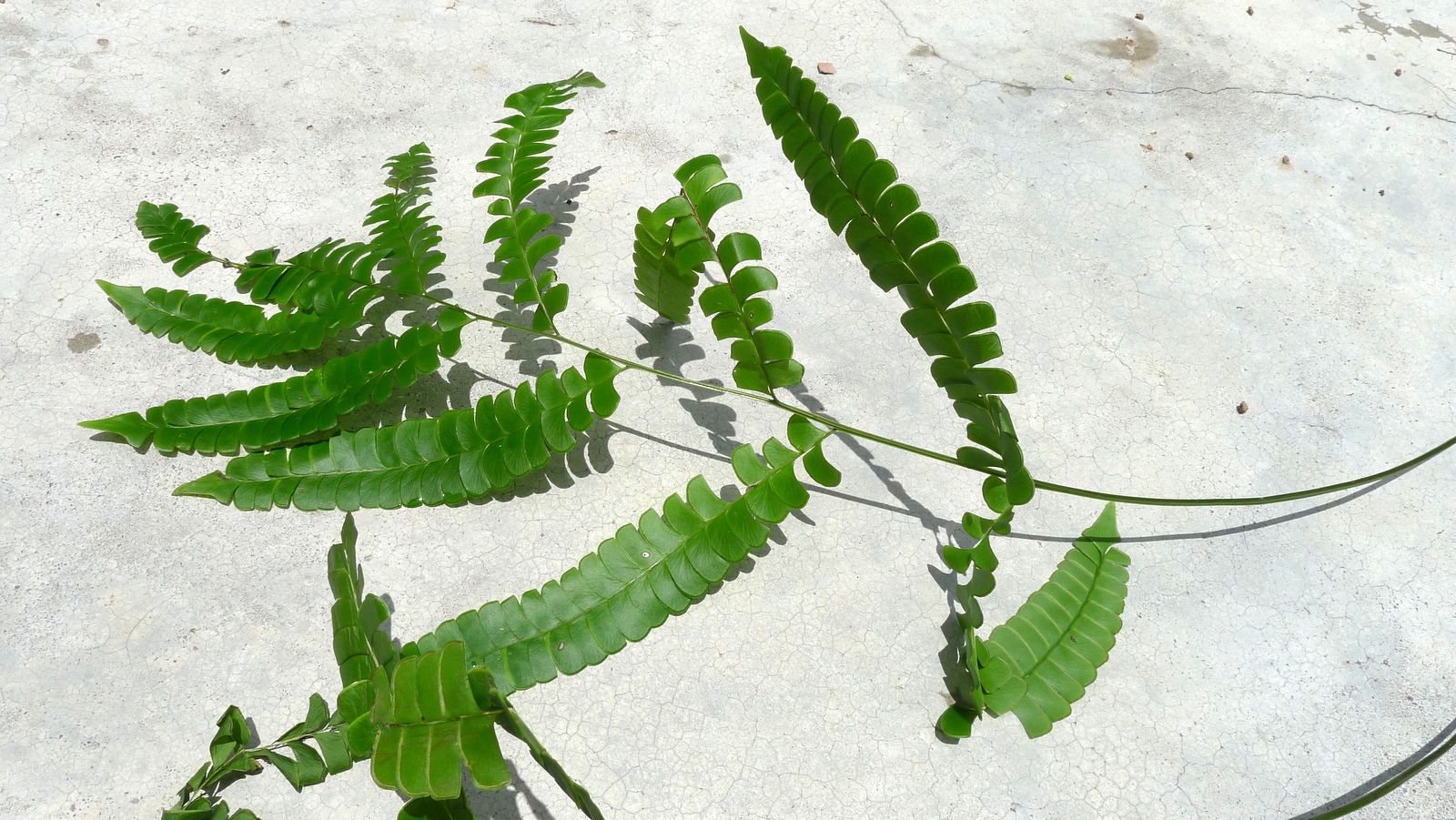
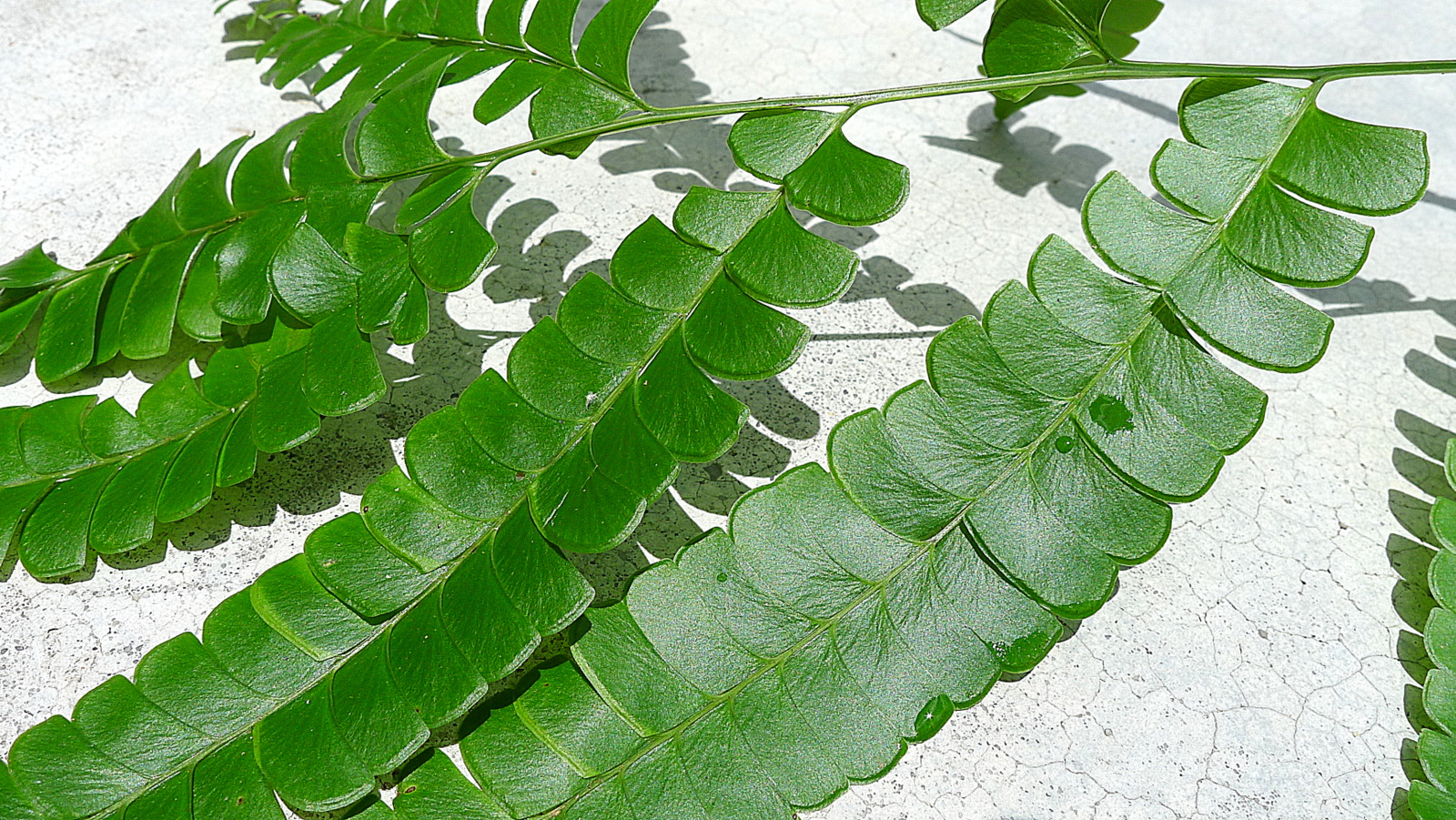
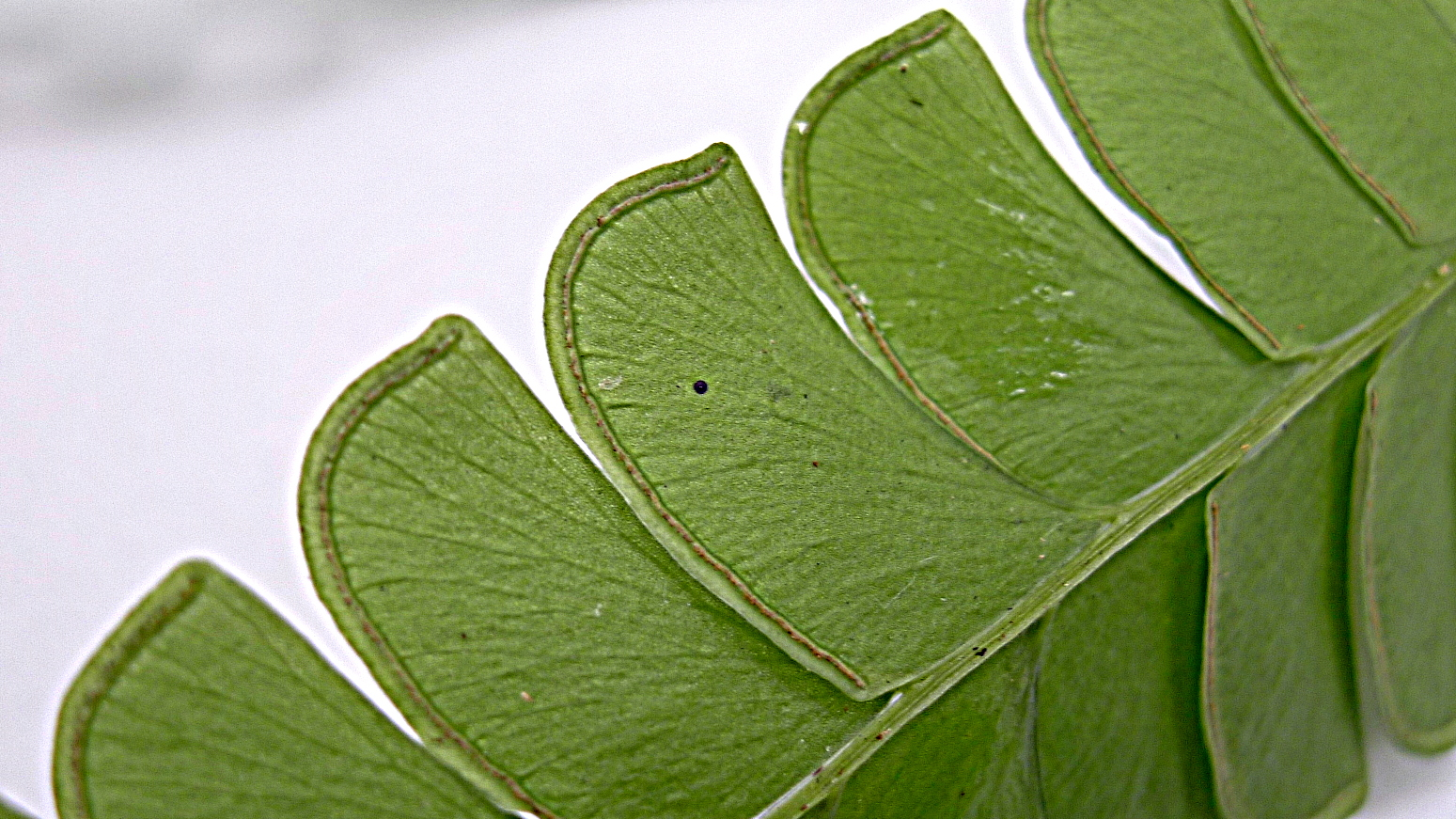
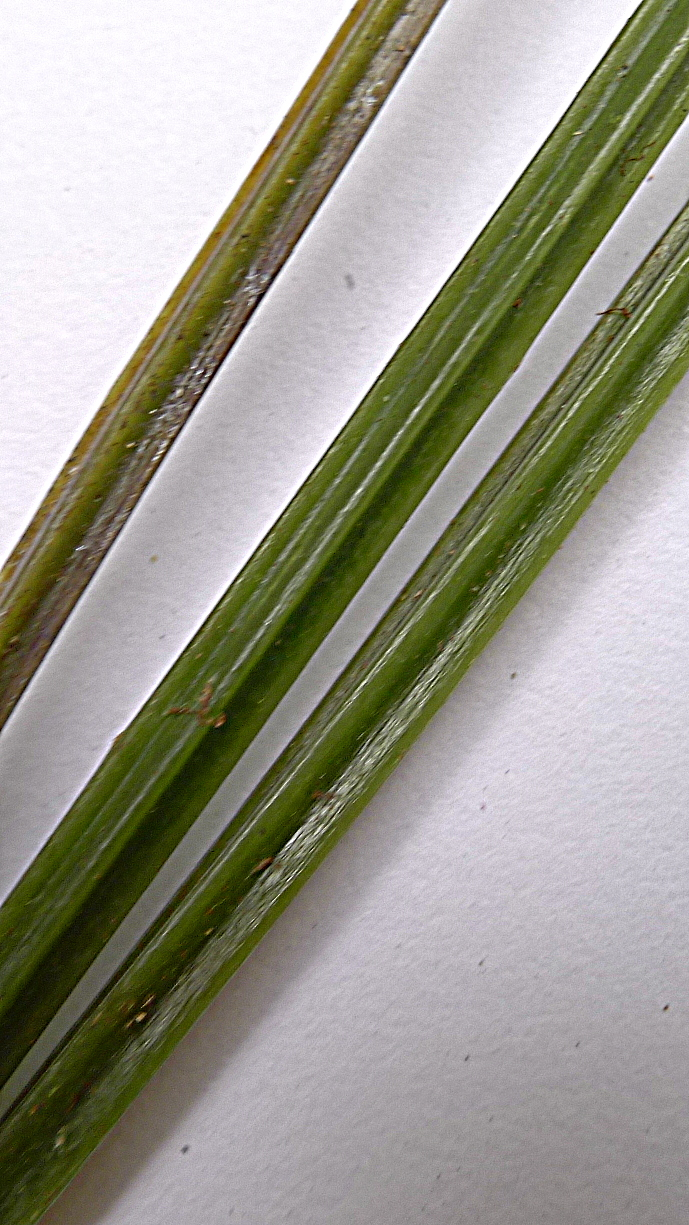
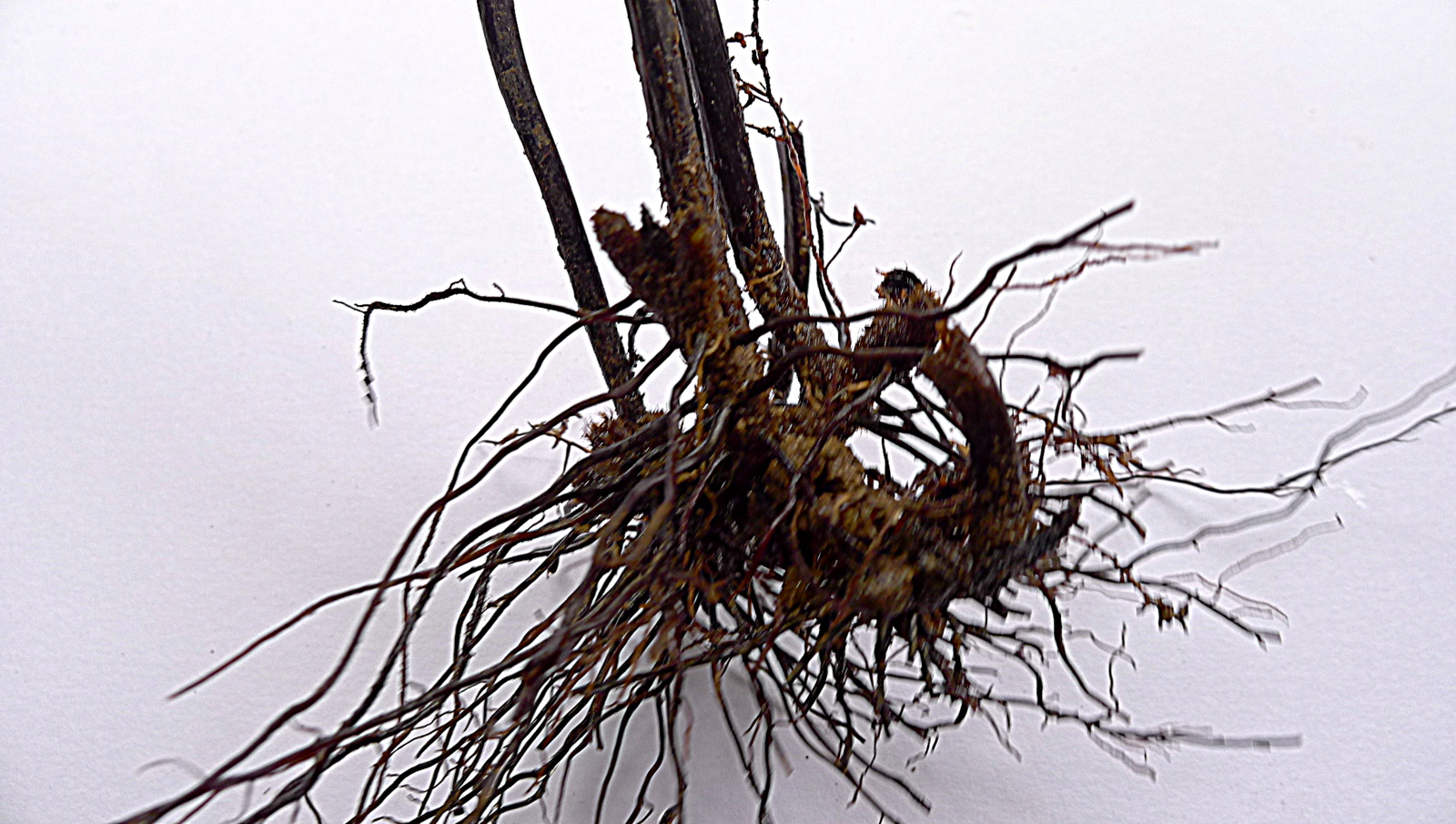